# Grejanje
Grejanje je proces u kome fizički sistem prima toplotu (termičku energiju). Po Drugom zakonu termodinamike termička energija se uvek prenosi sa toplijeg na hladnije telo, nikad obrnuto. I to je moguće ostvariti na tri načina:
- kondukcija - direktan kontakt dva fizička tela
- konvekcija - podrazumeva postojanje fluida koji se zagreva kondukcijom a zatim dolazi do drugih tela koje opet zagreva kondukcijom. Primer: peć zagreva vazduh koji strujanjem dolazi do drugih tela u prostoru i prenosi toplotu na njih kondukcijom.
- radijacija (zračenje) Zračenjem se prenosi toplota između dva udaljena tela bez posredstva medijuma.

Termotehnika je grana tehnike koja se bavi pojavama i postupcima grejanja tela. U tom smislu, grejati znači nekom telu povećavati unutrašnju energiju dovođenjem energije, što se manifestuje povećanjem njegove temperature. 
Grejanje je proces podizanja temperature u nekom prostoru radi stvaranje uslova za duži boravak ljudi ili životinja u njemu.
Za potrebe grejanja u praksi se koristi niz različitih termotehničkih uređaja i sistema.
Posebno značajni su sistemi daljinskog grejanja gde se termička energija prenosi iz jednog centra od jednog izvora toplote na veliki broj udaljenih tela - domaćinstava ili proizvodnih pogona. To su najčešće sistemi toplifikacije i gasifikacije.  